# Cook County, Illinois
Cook County är ett administrativt område i delstaten Illinois, USA, med 5 194 675 invånare. Sett till befolkningen är det USA:s näst största county (efter Los Angeles County) och har fler invånare än 29 av USA:s delstater. Drygt hälften av invånarna bor i centralorten Chicago.

## Geografi
Enligt United States Census Bureau så har countyt en total area på 4 235 km². 2 450 km² av den arean är land och 1 785 km² är vatten.

### Angränsande countyn
- Lake County, Illinois - nord
- Lake County, Indiana - sydost
- Will County, Illinois - syd
- DuPage County, Illinois - väst
- Kane County, Illinois - väst
- McHenry County, Illinois - nordväst
- Berrien County, Michigan - öst